# مارك س. سميث
مارك س. سميث (بالإنجليزية: Mark C. Smith)‏ هو كبير الإداريين التنفيذيين ورائد أعمال أمريكي، ولد في 10 سبتمبر 1940 في برمنغهام في الولايات المتحدة، وتوفي في 27 مارس 2007 في هنتسفيل في الولايات المتحدة.